# AEGON International 2016
AEGON International 2016 byl profesionální tenisový turnaj ženského okruhu WTA Tour, který se odehrával v areálu Devonshire Park Lawn Tennis Club na otevřených travnatých dvorcích. Probíhal mezi 19. až 25. červnem 2016 v britském Eastbourne jako čtyřicátý druhý ročník turnaje. Představoval poslední přípravu na grandslamový Wimbledon.
Rozpočet činil 776 878 dolarů a událost se řadil do kategorie WTA Premier. Nejvýše nasazenou hráčkou ve dvouhře se stala světová trojka Agnieszka Radwańská z Polska. Jako poslední přímá účastnice do dvouhry nastoupila, stejně jako v předešlém týdnu na AEGON Classic, 66. britská tenistka žebříčku Heather Watsonová.
Singlovou soutěž ovládla Dominika Cibulková, která si vítězstvím připsala první triumf na trávě. Vítězem deblové části se stal chorvatsko-australský pár Darija Juraková a Anastasia Rodionovová, jenž na turnaji zaznamenaly první společný triumf.

## Distribuce bodů a finančních odměn

### Distribuce bodů
| Soutěž  | vítězky | finalistky | semifinalistky | čtvrtfinalistky | 16 v kole | 32 v kole | Q  | Q2 | Q1 |
| ------- | ------- | ---------- | -------------- | --------------- | --------- | --------- | -- | -- | -- |
| dvouhra | 470     | 305        | 185            | 100             | 55        | 1         | 25 | 13 | 1  |
| čtyřhra | 470     | 305        | 185            | 100             | 1         | —         | —  | —  | —  |

### Finanční odměny
| Soutěž                                | vítězky  | finalistky | semifinalistky | čtvrtfinalistky | 16 v kole | 32 v kole | Q      | Q2     | Q1     |
| ------------------------------------- | -------- | ---------- | -------------- | --------------- | --------- | --------- | ------ | ------ | ------ |
| dvouhra                               | $132 550 | $70 550    | $41 555        | $22 310         | $35 280   | $17 880   | $9 300 | $4 865 | $3 205 |
| čtyřhra                               | $41 700  | $22 070    | $12 140        | $6 185          | $3 356    | —         | —      | —      | —      |
| částky ve čtyřhře jsou uváděny na pár |          |            |                |                 |           |           |        |        |        |

## Ženská dvouhra

### Nasazení
| Stát                           | Hráčka                     | WTA | Nasazení |
| ------------------------------ | -------------------------- | --- | -------- |
| Polsko                         | Agnieszka Radwańská        | 3.  | 1.       |
| Itálie                         | Roberta Vinciová           | 7.  | 2.       |
| Švýcarsko                      | Belinda Bencicová          | 8.  | 3.       |
| Švýcarsko                      | Timea Bacsinszká           | 10. | 4.       |
| Česko                          | Petra Kvitová              | 11. | 5.       |
| Rusko                          | Světlana Kuzněcovová       | 12. | 6.       |
| Austrálie                      | Samantha Stosurová         | 14. | 7.       |
| Španělsko                      | Carla Suárezová Navarrová  | 15. | 8.       |
| USA                            | Madison Keysová            | 16. | 9.       |
| Česko                          | Karolína Plíšková          | 17. | 10.      |
| Spojené království             | Johanna Kontaová           | 19. | 11.      |
| Slovensko                      | Dominika Cibulková         | 21. | 12.      |
| Itálie                         | Sara Erraniová             | 22. | 13.      |
| Rusko                          | Anastasija Pavljučenkovová | 23. | 14.      |
| Rumunsko                       | Irina-Camelia Beguová      | 26. | 15.      |
| Česko                          | Lucie Šafářová             | 28. | 16.      |
| Žebříček WTA k 13. červnu 2016 |                            |     |          |

### Jiné formy účasti
Následující hráčky obdržely divokou kartu do hlavní soutěže:
- Naomi Broadyová
- Tara Mooreová

Následující hráčky postoupily z kvalifikace:
- Kateryna Bondarenková
- Madison Brengleová
- Polona Hercogová
- Ana Konjuhová
- Varvara Lepčenková
- Mirjana Lučićová Baroniová
- Mónica Puigová
- Alison Van Uytvancková

Následující hráčky postoupily z kvalifikace jako tzv. šťastné poražené:
- Denisa Alertová[2]
- Anett Kontaveitová[2]
- Čang Šuaj[2]
- Čeng Saj-saj[2]

### Odhlášení
před zahájením turnaje
- Annika Becková → nahradila ji Tímea Babosová
- Madison Keysová → nahradila ji Anett Kontaveitová
- Monica Niculescuová → nahradila ji Anna-Lena Friedsamová
- Laura Siegemundová → nahradila ji Čang Šuaj
- Sloane Stephensová → nahradila ji Alizé Cornetová
- Barbora Strýcová → nahradila ji Denisa Alertová
- Coco Vandewegheová → nahradila ji Čeng Saj-saj

### Skrečování
- Mirjana Lučićová Baroniová (gastrointestinální potíže)[2]
- Ana Konjuhová (krční poranění)[2]

## Ženská čtyřhra

### Nasazení
| Stát                                                                          | Hráčka                | Stát             | Hráčka              | WTA | Nasazení |
| ----------------------------------------------------------------------------- | --------------------- | ---------------- | ------------------- | --- | -------- |
| Švýcarsko                                                                     | Martina Hingisová     | Indie            | Sania Mirzaová      | 2.  | 1.       |
| Čínská Tchaj-pej                                                              | Čan Chao-čching       | Čínská Tchaj-pej | Čan Jung-žan        | 11. | 2.       |
| Rusko                                                                         | Jekatěrina Makarovová | Rusko            | Jelena Vesninová    | 19. | 3.       |
| Maďarsko                                                                      | Tímea Babosová        | Kazachstán       | Jaroslava Švedovová | 21. | 4.       |
| Žebříček WTA k 13. červnu 2016; číslo je součtem umístění obou členek dvojice |                       |                  |                     |     |          |

### Jiné formy účasti
Následující páry obdržely divokou kartu do hlavní soutěže:
- Naomi Broadyová /  Heather Watsonová
- Světlana Kuzněcovová /  Roberta Vinciová
- Lucie Šafářová /  Samantha Stosurová

### Skrečování
- Heather Watsonová (levostranné poranění břišní stěny)[4]

## Přehled finále

### Ženská dvouhra
- Dominika Cibulková vs.  Karolína Plíšková 7–5, 6–3

### Ženská čtyřhra
- Darija Juraková /  Anastasia Rodionovová vs.  Čan Chao-čching /  Čan Jung-žan 5–7, 7–6(7–4), [10–6]